# Дутастерид
Дутастерид (англ. Dutasteride, лат. Dutasteridum) — синтетичний препарат для лікування доброякісної гіперплазії передміхурової залози, що належить до групи інгібіторів 5-альфа-редуктази, та має стероїдну будову. Дутастерид застосовується перорально. Дутастерид розроблений у лабораторії компанії «GlaxoSmithKline», та запатентований компанією у 1996 році. У клінічній практиці препарат застосовується для лікування доброякісної гіперплазії простати з 2001 року. З 2009 року в Південній Кореї та з 2015 року препарат застосовується також для лікування андрогенного облисіння.

## Фармакологічні властивості
Дутастерид — синтетичний лікарський препарат, що належить до групи інгібіторів 5-альфа-редуктази. Механізм дії препарату полягає в інгібуванні ферменту 5-альфа-редуктази, який перетворює тестостерон у більш активний дигідротестостерон, який сприяє збільшенню в об'ємі передміхурової залози. При застосуванні дутастериду блокується перетворення тестостерону в дигідротестостерон, що сприяє зменшенню в розмірах передміхурової залози. Дутастерид, на відміну від першого препарату групи інгібіторів 5-альфа-редуктази фінастериду, інгібує обидва типи 5-альфа-редуктази, що сприяє більшому пригніченню виробленню дигідротестостерону та більш вираженому клінічному ефекту препарату. Дутастерид діє виключно на 5α-редуктазу, та не діє на 17-гідроксистеріолдигідрогеназу, яка забезпечує перетворення тестостерону в андростендіол. При застосуванні дутастериду при збільшенні в об'ємі простати та затримці сечопуску він сприяє зменшенню симптомі, пов'язані із обструкцією сечових шляхів. Дутастерид застосовується переважно для лікування доброякісної гіперплазії передміхурової залози, і є одним із основних патогенетичних препаратів для лікування цього захворювання. Дутастерид також може застосовуватися для профілактики розвитку раку простати. Дутастерид також застосовується у деяких країнах при андрогенному облисінні в чоловіків, а також може застосовуватися для лікування гірсутизму. При застосуванні дутастериду спостерігається незначна кількість побічних ефектів, більшість з яких були легкими та не потребували відміни препарату.

### Фармакокінетика
Дутастерид швидко та добре всмоктується у шлунково-кишковому тракті, біодоступність препарату складає близько 60 %, яка не змінюється від прийому їжі. Максимальна концентрація препарату в крові досягається протягом 1—3 години після прийому. Дутастерид майже повністю (на 99 %) зв'язується з білками плазми крові. Дутастерид проникає через гематоенцефалічний бар'єр, даних за проникнення препарату через плацентарний бар'єр та за виділення в грудне молоко препарату немає. Метаболізується препарат у печінці з утворенням як активних, так і неактивних метаболітів. Виводиться дутастерид із організму переважно із калом у вигляді метаболітів, незначна частина виводиться із сечею. Період напіввиведення препарату становить 3—5 тижнів, цей час може змінюватися при порушеннях функції печінки.

## Покази до застосування
Дутастерид застосовують для лікування доброякісної гіперплазії передміхурової залози.

## Побічна дія
При застосуванні дутастериду найчастішими побічними ефектами є порушення ерекції, зниження лібідо, гінекомастія. Іншими поширеними побічними явищами при застосуванні препарату є шкірний висип, свербіж шкіри, кропив'янка, набряк Квінке, тахікардія, гостра серцева недостатність, кардіогенний шок, біль у яєчках, збільшення активності ферментів печінки в крові, депресія, алопеція або гіпертрихоз. Описані поодинокі випадки розвитку раку молочної залози в чоловіків при тривалому прийомі дутастериду. Відзначається також вищий ризик розвитку висоагресивних форм раку простати при тривалому застосуванні дутастериду.

## Протипоказання
Дутастерид протипоказаний при підвищеній чутливості до препарату, важкій печінковій недостатності, в дитячому віці. Препарат також протипоказаний для застосування в жінок, особливо при вагітності.

## Форми випуску
Дутастерид випускається у вигляді желатинових капсул по 0,0005 г. Дутастерид випускається також у комбінації з тамсулозином.